# Tashkent Grand Slam
Il Tashkent Grand Slam, fino al 2019 noto come Gran Prix, è un torneo internazionale di judo che si tiene annualmente a Tashkent, in Uzbekistan.
Il torneo è parte del circuito IJF World Tour e conta ad oggi 11 edizioni.

## Edizioni
Di seguito la tabella delle edizioni del meeting.
| Edizione | Anno | Data            | Circuito            | Dettagli                 | Rif.   |
| -------- | ---- | --------------- | ------------------- | ------------------------ | ------ |
| 1ª       | 2013 | 4-6 ottobre     | IJF World Tour 2013 | Tashkent Grand Prix 2013 | [ 1 ]  |
| 2ª       | 2014 | 16-18 ottobre   | IJF World Tour 2014 | Tashkent Grand Prix 2014 | [ 2 ]  |
| 3ª       | 2015 | 1-3 ottobre     | IJF World Tour 2015 | Tashkent Grand Prix 2015 | [ 3 ]  |
| 4ª       | 2016 | 6-8 ottobre     | IJF World Tour 2016 | Tashkent Grand Prix 2016 | [ 4 ]  |
| 5ª       | 2017 | 6-8 ottobre     | IJF World Tour 2017 | Tashkent Grand Prix 2017 | [ 5 ]  |
| 6ª       | 2018 | 9-11 ottobre    | IJF World Tour 2018 | Tashkent Grand Prix 2018 | [ 6 ]  |
| 7ª       | 2019 | 20-22 settembre | IJF World Tour 2019 | Tashkent Grand Prix 2019 | [ 7 ]  |
| 8ª       | 2021 | 5-7 marzo       | IJF World Tour 2021 | Tashkent Grand Slam 2021 | [ 8 ]  |
| 9ª       | 2023 | 3-5 marzo       | IJF World Tour 2023 | Tashkent Grand Slam 2023 | [ 9 ]  |
| 10ª      | 2024 | 1-03 marzo      | IJF World Tour 2024 | Tashkent Grand Slam 2024 | [ 10 ] |
| 11ª      | 2025 | 28 feb-2 mar    | IJF World Tour 2025 | Tashkent Grand Slam 2025 | [ 11 ] |